# Josef Büchel
Josef Büchel (* 28. Februar 1910 in Gamprin; † 15. November 1991 in Triesen) war ein liechtensteinischer Landtagsabgeordneter, Regierungschef-Stellvertreter, Redaktor, Treuhänder, selbständiger Rechtsagent und Richter.

## Leben
Büchel stammte aus Gamprin. Er wuchs mit sechs Geschwistern auf. Nachdem Büchel sich zum Lehrer ausbilden ließ, unterrichtete Büchel in Balzers und in Triesen. Da er 1945 Regierungssekretär wurde, gab Büchel seinen Beruf als Lehrer auf. Von 1939 bis 1949 war er Mitglied der Landessteuerkommission, wo er bis 1944 Vorsitzender war. Zum Landtagsabgeordneten der Vaterländischen Union (VU) wurde Büchel im Februar 1953 (ab Juni 1953 wurde er stellv. Abgeordneter) und 1957 gewählt. Zwischen 1954 und 1957 war er VU-Parteisekretär, im Jahr 1967 wurde Büchel selbstständiger Rechtsagent und Treuhänder. Ab 1979 war er Richter am Staatsgerichtshof. Dieses Amt legte er 1984 nieder.
Büchel war mehrmalig Redaktor des Liechtensteiner Vaterlands.
Zwischen 1954 und 1957 war Büchel Vizepräsident des Verwaltungsrates der Liechtensteinischen Kraftwerke. Von 1970 bis 1974 war er Präsident des Verwaltungsrates, später Präsident des Aufsichtsrates der Liechtensteinischen Kraftwerke.
Josef Büchel galt zudem als Gründer. So gründete er 1932 die liechtensteinische Sektion der Schweizerischen Kranken- und Unfallversicherung Konkordia. Die Familienhilfe Triesen gründete er 1962 mit. Im Jahr 1980 wurde er Ehrenmitglied des Konkordia-Verbands Schweiz – Liechtenstein.
Zudem arbeitete Büchel als Dirigent. Von 1935 bis 1943 war er Dirigent des Männergesangvereins Triesen, von 1937 bis 1945 Dirigent des Kirchenchors Triesen, von 1942 bis 1946 Dirigent der Harmoniemusik Triesen (dort wurde er auch Ehrenmitglied), von 1952 bis 1962 Dirigent des Männergesangvereins Triesen. Im Jahr 1982 wurde er Ehrendirigent.
Von 1957 bis 1965 übernahm Büchel seine größtbedeutende Aufgabe für das Fürstentum: er war dort Regierungschef-Stellvertreter unter Frick und Batliner.
Wohnhaft war Josef Büchel in Triesen. Er war verheiratet und hatte drei Kinder.

## Werke
- Mehrere historische Arbeiten
- „Der Gemeindenutzen im Fürstentum Liechtenstein“, 1953
- „Geschäftsbriefe und Geschäftsaufsätze für den Schulunterricht“, Lehrmittel, 1958
- „Geschichte der Gemeinde Triesen“, 1989

## Trivia
- Büchel war Redaktor des Liechtensteiner Vaterlands. Bei seiner Tätigkeit galt er als deutschfreundlich.
- Büchel gründete die liechtensteinische Sektion der Schweizerischen Kranken- und Unfallversicherung Konkordia im Jahr 1932. Er übte jedoch auch eine beratende Funktion in der Freiwilligen Krankenkasse Balzers aus.